# Foresta nazionale del Kaibab
La foresta nazionale del Kaibab, vasta 6500 km², è un'area protetta situata nell'Arizona centro-settentrionale, confinante sia con il margine settentrionale che con quello meridionale del Grand Canyon. Viene suddivisa in due parti principali: il Kaibab del Nord (2600 km²) e il Kaibab del Sud (3680 km²), quest'ultimo suddiviso a sua volta in due parti, la foresta di Tusayan e quella di Williams. Il Grand Canyon forma il confine naturale tra il Kaibab del Nord e quello del Sud. L'altitudine della regione varia dai 1676 m dell'angolo sud-occidentale ai 3175 m della vetta del Kendrick Peak, nella foresta di Williams.

## Flora
La vegetazione della foresta varia a seconda dell'altitudine e dell'esposizione al sole. Le specie di albero predominanti sono il pino giallo, l'abete di Douglas, il peccio di Engelmann, il pioppo, il peccio del Colorado, la quercia, il pino del Colorado e il ginepro. Ad altitudini inferiori, la foresta cede il basso a distese di Purshia, querce di Gambel e Artemisia tridentata.

## Fauna
La foresta nazionale del Kaibab offre rifugio a molte specie di grandi animali, quali cervi della Virginia (Odocoileus virginianus), cervi mulo (Odocoileus hemionus), wapiti (Cervus elaphus canadensis), antilocapre (Antilocapra americana), tacchini selvatici (Meleagris gallopavo) e coyote (Canis latrans). Puma (Puma concolor), linci rosse (Lynx rufus) e orsi neri (Ursus americanus) sono più rari.
Tra gli animali di piccole dimensioni presenti nella regione ricordiamo tamia, scoiattoli terricoli e scoiattoli di Abert. Meno comuni sono ursoni, piccole lucertole e crotali. Nell'area vi sono anche numerose specie di uccelli, come uccelli azzurri, pettirossi, ghiandaie di Steller, picchi muraioli, succialinfa e altri picchi, corvi, numerosi colibrì e vari rapaci. Nel parco vi sono anche numerosi pipistrelli.